# Gzip
Gzip یا جی‌زیپ بر پایهٔ الگوریتم Deflate که ترکیبی از LZ۷۷ و کدگذاری هافمن (به انگلیسی: Huffman Coding) است طراحی شده‌ که هدف در طراحی این چنین الگوریتمی، جایگزینی برای الگوریتم LZW بود. gzip یک الگوریتم فشرده‌سازی برای فایل‌های وب است.
ویژگی‌های جی‌زیپ عبارت‌اند از:
- ۱۰ بایت سرآمد: که شامل عدد جادویی، شماره نسخه و زمان تولید آرشیو است
- سرآمدهای اضافی اختیاری: مثل اسم اولیهٔ فایل
- بدنهٔ اصلی: شامل فایل فشرده شده با الگوریتم Deflate
- ۸ بایت پانوشت (Footer): شامل حاصل جمع CRC-۳۲ و طول فایل فشرده‌نشده

جی‌زیپ را نباید با Zip اشتباه گرفت چون هر دو از الگوریتم Deflate استفاده می‌کنند اما این دو تفاوت‌های کوچکی با یکدیگر دارند.
در بخش «Content-Encoding» در سرآمد (Header) HTTP/۱٫۱ این امکان برای مشتری (clients) ایجاد می‌کند که پاسخ درخواست‌های صفحات وب را به صورت فشرده دریافت کنند و حتی کمتر معمول است که درخواست‌ها را به صورت فشرده بفرستند. این استاندارد خود دو متد فشرده‌سازی را تعریف می‌کند: 
«gzip" (RFC ۱۹۵۲: که پیچیدن محتوا را در جریان gzip توضیح می‌دهد) و دیگری «deflate" (RFC ۱۹۵۰: که پیچیدن محتوا را در جریان فرمت zlib توضیح می‌دهد). پاسخ‌های فشرده شده هم توسط فایل‌های کتابخانه‌ای مشتریان (clients) و اغلب کاوشگرهای اینترنت پشتیبانی می‌شود و هم توسط برنامه‌های خدمات‌دهنده‌ای چون آپاچی و مایکروسافت IIS پشتیبانی می‌شود.